# Wedlock
Wedlock è un film muto del 1918 diretto da Wallace Worsley sotto la supervisione di Robert Brunton che aveva come interpreti Louise Glaum, John Gilbert, Herschel Mayall, Charles Gunn, Joseph J. Dowling, Beverly Randolph, Leatrice Joy, Aggie Herring, Helen Dunbar.

## Trama
Di famiglia ricca e aristocratica, Granger Hollister sposa segretamente Margery Harding, una ragazza che lavora come centralinista. Presenta poi la moglie alla famiglia durante la festa di fidanzamento di sua sorella Jane ma il fidanzato, lord Cecil Graydon, minaccia di rompere il fidanzamento se Granger non farà annullare quel matrimonio. Per compiacere la sorella, Granger sacrifica Margery che, lasciata sola e incinta, deve cercarsi un lavoro. Il neonato, però, muore. Lei parte allora per il West, dove conosce e fa amicizia con un vecchio minatore che, alla sua morte, la lascerà erede di una fortuna. Intanto Granger resta coinvolto in una truffa e, a causa della falsa testimonianza di George Osborne, viene condannato a cinque anni di prigione. Dopo essere fuggito, cerca rifugio presso Margery che accetta di nasconderlo e che poi si adopera anche per fargli ottenere il perdono. I due, alla fine, ormai riconciliati, si sposeranno di nuovo.

## Produzione
Il film fu prodotto dalla Paralta Plays Inc.

## Distribuzione
Non esistono dati di registrazione del copyright del film.
Distribuito dalla W.W. Hodkinson, il film uscì nelle sale cinematografiche statunitensi il 27 luglio 1918.
Non si conoscono copie ancora esistenti della pellicola che viene considerata presumibilmente perduta.